# Mark IV (tank)
Mark IV byl pokračováním řady britských tanků (Mark I, II, III,) užívaných v 1. světové válce. Tanky řady Mark se dělily na „mužské“ (Male), které byly vyzbrojeny kanóny Hotchkiss a kulomety, a „ženské“ (Female), které byly vyzbrojeny výhradně kulomety. Výroba tohoto britského tanku byla zahájena v březnu 1917. Tank Mark IV využíval poznatky z předchozích typů a konstruktéři tak reagovali na požadavky, které vyplynuly z bojového užívání. Boční střílny byly zmenšené, jejich tvar byl upraven. Došlo k zesílení čelního pancíře a nádrže, která byla navíc přesunuta do zadní části tanku. Prodloužená verze stroje zvaná Tadpole („pulec“) byla o 2,7 metru delší, aby lépe překonávala zákopy.
K prvnímu bojovému nasazení tohoto tanku došlo během bitvy u Messines od 7. do 14. června 1917.
Celkem bylo vyrobeno 1220 tanků Mark IV, z toho 420 kusů "Male", 595 "Female" a 205 neozbrojených zásobovacích tanků. Mark IV se tak stal nejvíce vyráběným britským tankem 1. světové války.

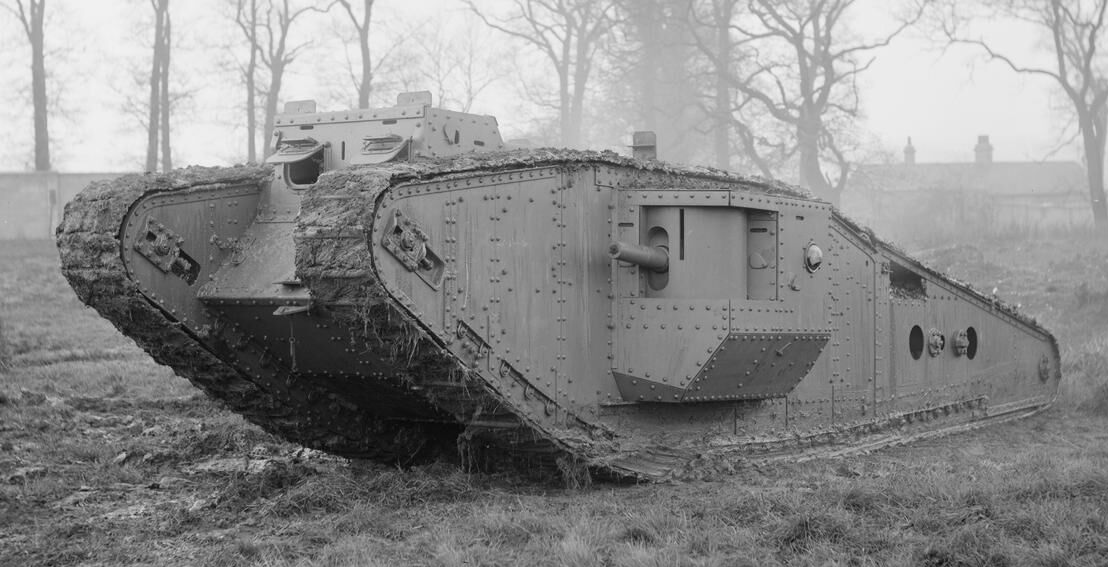
Mark IV Tadpole